# Archipini
Tribu
Les Archipini sont une tribu de petits lépidoptères (papillons) de la famille des Tortricidae, de la sous-famille des Tortricinae. Ses espèces font partie des « tordeuses ».
Un grand nombre de ravageurs d'importance économique parmi les papillons de nuit tordeuses appartient à cette tribu, par exemple la Tordeuse de la pelure et la Tordeuse des bourgeons de l'épinette.
Étant donné que bon nombre de genres d'Archipini ne sont pas encore attribués à des tribus, la liste ci-dessous est provisoire. 

## Liste des genres
Selon ITIS :
- Archepandemis Mutuura, 1978
- Archips Hübner, 1822
- Lozotaenia Stephens, 1829

## Autres genres
- Adoxophyes dont Adoxophyes orana, la Tordeuse de la pelure Capua ou Capua, tordeuse Capua
- Aphelia
- Argyrotaenia
- Cacoecimorpha
- Choristoneura
- Clepsis
- Cudonigera
- Dichelia
- Epichoristodes
- Epiphyas
- Lozotaeniodes
- Pandemis
- Ptycholoma
- Ptycholomoides
- Syndemis
- Tosirips